# 町屋良平
町屋 良平（まちや りょうへい、1983年 - ）は、日本の小説家。

## 来歴
東京都台東区出身。埼玉県立越ヶ谷高等学校卒業。卒業後は大学には進学せずにフリーターをしながら小説の執筆を開始し、2016年に「青が破れる」で第53回文藝賞を受賞してデビュー。2017年、同作を表題作とする『青が破れる』で第30回三島由紀夫賞候補。2018年、「しき」で第159回芥川龍之介賞候補、第40回野間文芸新人賞候補。2019年、「1R1分34秒」で第160回芥川龍之介賞受賞。2022年、『ほんのこども』で第44回野間文芸新人賞受賞。2024年、「私の批評」で第48回川端康成文学賞受賞、『生きる演技』で第41回織田作之助賞受賞。2025年、『私の小説』で第75回芸術選奨文部科学大臣賞受賞。

## 作品リスト

### 単行本
- 『青が破れる』（河出書房新社、2016年11月/河出文庫、2019年2月）
  - 青が破れる（初出：『文藝』2016年冬季号）
  - 脱皮ボーイ（書き下ろし）
  - 読書（書き下ろし）
- 『しき』（河出書房新社、2018年7月/河出文庫、2020年10月）
  - 初出：『文藝』2018年夏季号
- 『1R1分34秒』（新潮社、2019年1月/新潮文庫、2021年11月）
  - 初出：『新潮』2018年11月号
- 『ぼくはきっとやさしい』（河出書房新社、2019年2月）
  - 初出：『文藝』2017年冬季号掲載「水面」を改題。
- 『愛が嫌い』（文藝春秋、2019年6月）
  - しずけさ（初出：『文學界』2019年5月号）
  - 愛が嫌い（初出：『文學界』2018年7月号）
  - 生きるからだ（書き下ろし）
- 『ショパンゾンビ・コンテスタント』（新潮社、2019年10月）
  - 初出：『新潮』2019年4月号
- 『坂下あたると、しじょうの宇宙』（集英社、2020年2月/集英社文庫、2023年3月）
  - 初出：『小説すばる』2019年6月号 - 2019年10月号連載「坂下あたるとしじょうの宇宙」を改題。
- 『ふたりでちょうど200%』（河出書房新社、2020年11月）
  - カタストロフ（初出：『文藝』2019年冬季号）
  - このパーティー気質がとうとい（初出：『文藝』2020年夏季号）
  - ホモソーシャル・クラッカーを鳴らせよ（書き下ろし）
  - 死亡のメソッド（初出：『文藝』2020年秋季号）
- 『ほんのこども』（講談社、2021年11月）
  - 初出：『群像』2020年1月号 - 2021年6月号連載
- 『恋の幽霊』（朝日新聞出版、2023年7月）
  - 初出：『小説トリッパー』2022年春季号 - 2023年春季号連載
- 『生きる演技』（河出書房新社、2024年3月）
  - 初出：『文藝』2023年秋季号
- 『私の小説』（河出書房新社、2024年7月）
  - 私の文体（初出：『群像』2021年12月号）
  - 私の労働（初出：『すばる』2022年4月号）
  - 私の推敲（初出：『文藝』2022年秋季号）
  - 私の批評（初出：『文藝』2023年春季号）
  - 私の大江（書き下ろし）
- 『生活』（新潮社、2025年5月）
  - 1（初出：『新潮』2022年6月号 - 2023年2月号連載「生活」を改題）
  - 2（初出：『新潮』2023年10月号 - 2024年5月号、2024年7月号 - 2024年10月号連載「生活 第二部」を改題）

### 電子書籍
- 『冒険の記録』（惑星と口笛ブックス、2020年4月）

### 共著・アンソロジー
- 『ベスト・エッセイ2020』（日本文藝家協会編、光村図書出版、2020年8月）
  - 「ごまかしやのしっぱい」 - 『飛ぶ教室』第58号（2019夏号）
- 『25の短編小説』（小説トリッパー編集部編、朝日文庫、2020年9月）
  - 「四半世紀ノスタルジー」 - 『小説トリッパー』2020年夏季号
- 『文学2021』（日本文藝家協会編、講談社、2021年5月）
  - 「四半世紀ノスタルジー」 - 『小説トリッパー』2020年夏季号
- 『パンデミック日記』（「新潮」編集部編、新潮社、2021年6月）
  - 初出:『新潮』2021年3月号「創る人52人の「2020コロナ禍」日記リレー」
- 『私小説』（金原ひとみ編著、河出書房新社、2023年2月 / 『私小説 作家は真実の言葉で嘘をつく』河出文庫、2025年8月）
  - 「私の推敲」 - 『文藝』2022年秋季号
- 『文学2023』（日本文藝家協会編、講談社、2023年6月）
  - 「私の労働」 - 『すばる』2022年4月号
- 『友だち関係で悩んだときに役立つ本を紹介します。』（河出書房新社編、河出書房新社、2024年4月）

## 雑誌等発表作品

### 小説
- 「オレにちゅういするな」 - 『飛ぶ教室』第59号（2019年秋号）
- 「ラジオボーイ」 - 『文學界』2020年1月号
- 「スポーツ 基礎と応用」 - 『早稲田文学』2020年春号
- 「かれのこえ」 - 『新潮』2020年2月号
- 「沖野」 - 『ランバーロール』3号（同人誌）
- 「失踪前夜、揺れ」 - 『小説すばる』2021年7月号
- 「植物」 - 『ことばと』vol.7（2023年11月）
- 「体重」 - 『新潮』2024年6月号
- 「発光する、ら」 - 『Quick Japan』Vol.172（2024年6月）から連載
- 「ハンマークラヴィーア、バスキン・ロビンス」 - 『小説トリッパー』2025年夏季号
- 「少年AB」 - 『文藝』2025年秋季号

### 随筆・論考・書評・その他
- 「ボクシングと舞踏」 - 『新潮』2017年8月号
- 「来たるべき作家たち2020」アンケート回答 - 『文藝』2017年秋季号
- 「川の名前を分かつ場所」 - 『文學界』2017年11月号
- 「部屋と文体」 - 『群像』2018年9月号
- 「モテの身体性」（片岡義男『くわえ煙草とカレーライス』書評）[7] - 『文藝』2018年秋季号
- 「よろこびのTikTok」 - 『新潮』2019年5月号
- 「魔法ではない出会い――岸政彦『図書室』を読む」 - 『新潮』2019年8月号
- 「井上尚弥とスポーツ言語の可能性」 - 『文藝春秋』2019年8月号
- 「Amyいわく 十九人の心に響いた恋愛にまつわる一節」 - 『文學界』2019年11月号
- 「私の1冊 夏物語」 - 『文藝別冊 川上未映子 ことばのたましいを追い求めて』（河出書房新社編集部編、河出書房新社、2019年11月）
- 「ズラされつづける身体性――千葉雅也『デッドライン』論」 - 『新潮』2020年1月号
  - 千葉雅也『デッドライン』（新潮文庫、2022年8月）に巻末解説として再録。
- 「ぶかぶかの風景――乗代雄介「最高の任務」」 - 『群像』2020年7月号
- 「舐められていたい私」 - 『文學界』2021年2月号
- 「尾崎世界観『母影』を読む 書ける/書かれる私になってしまう」 - 『新潮』2021年3月号
- 「旅は小説か」 - 『新潮』2021年9月号
- 「恋は予断で」 - 『文學界』2021年10月号
- 「笑い上戸の私」 - 『文學界』2022年1月号
- 「子ども大人辞典」 - 『飛ぶ教室』 第68号（2022年冬号）
- 「私の書棚の現在地」（書評連載）
  - 「詩の読者になろーとしとる」（蜆シモーヌ『なんかでてるとてもでてる』） - 『新潮』2022年4月号
  - 「短編小説の条件、傑作の条件、そして理想の短編小説」（キャサリン・マンスフィールド『郊外のフェアリーテール キャサリン・マンスフィールド短篇集』） - 『新潮』2022年7月号
  - 「「まだ言葉にされていない認識」という信仰」（小砂川チト『家庭用安心坑夫』） - 『新潮』2022年10月号
  - 「正直という技術」（山本文緒『無人島のふたり』） - 『新潮』2023年1月号
  - 「小説という「怪物」」（アン・カーソン『赤の自伝』） - 『新潮』2023年4月号
  - 「現代のわれわれにとって捕虜とはなんだったのか」（サラ・コブナー『帝国の虜囚――日本軍捕虜収容所の現実』） - 『新潮』2023年7月号
  - 「切迫した現実においては答え合わせを求める人々の娯楽に付き合う余裕などない」（児玉雨子『##NAME##』） - 『新潮』2023年10月号
  - 「小説家にとってのジャック・ラカン、小説にとってのジャック・ラカン」（エレーヌ・ボノー『言葉にとらわれた身体――現代ラカン派精神分析事例集』） - 『新潮』2024年1月号
- 「怒りの名は私」 - 『文藝』2022年夏季号
- 「偏愛ラブレター ダンスボーカルへ」 - 『群像』2022年12月号
- 「短編小説はなにより自由だが、小説家はその自由こそが怖ろしい」 - 『文藝』2023年冬季号
- 「小説にとっての庭、そして「誰でもよいあなた」」（伊藤潤一郎『「誰でもよいあなた」へ 投壜通信』書評）[8] - 『群像』2023年12月号
- 「灰色の愛」 - 『文學界』2024年2月号
- 「殺意の名は私」 - 『文藝』2024年春季号
- 「個の内声と世界との緊張きわまる関係＝文体であること」（大田ステファニー歓人『みどりいせき』書評） - 『新潮』2024年5月号
- 「私の虐殺」 - 『文藝』2024年夏季号
- 「現代を経由しない歴史はない」（高橋源一郎『DJヒロヒト』書評）[9] - 『文藝』2024年夏季号
- 「フィクションが現実を更新する瞬間 高瀬作品の「リアリズム」について」 - 『群像』2024年10月号
- 「小説の死後――（にも書かれる散文のために）――」（小説批評プロジェクト）[10]
  - 「「批評」しやすい吉井磨弥、「批評」しにくい青木淳悟」 - 『群像』2024年11月号
  - 「鹿島田真希の強靱、過剰、独創性と普遍性の輪郭線」 - 『文學界』2025年2月号
  - 「小説でしかない小説 荻世いをらの傑出」 - 『すばる』2025年5月号
- 「「文学」が書けなくなった私」 - 『文藝春秋』2025年2月号
- 「何で書くかも文体である」 - 『本の雑誌』2025年3月号「特集 私はこれで書きました。」
- 「山田詠美の声と教育」 - 『文學界』2025年5月号
- 「意思批判としての小説 ドゥルーズ+ガタリ、カフカ、青木淳悟」 - 『文藝』2025年夏季号

### 対談
- 「受賞記念対談 町田康×町屋良平 ままならない激情の静けさ」[11] - 『文藝』2016年冬季号
- 「尾崎世界観×町屋良平 表現者は動きつづける」 - 『文藝』2019年春季号
  - 『青が破れる』（河出文庫）に再録。
- 「町屋良平×最果タヒ 詩と小説と、言葉の宇宙」 - 『小説すばる』2020年3月号
  - 『坂下あたると、しじょうの宇宙』（集英社文庫）に再録。
- 「対談 町屋良平×松原仁 「フレーム」から飛び出す術を求めて」 - 『すばる』2022年9月号
- 「対談 高橋源一郎×町屋良平 批評・詩・小説」 - 『文藝』2023年春季号
- 「小説の主人公はいつも「小説家」になる？」（鴻池留衣との対談） - 「imidas」2023年2月2日更新[12]
- 「対談 加納愛子×町屋良平 正解がない面白さ」 - 『文學界』2024年6月号
- 「鼎談 町屋良平×大前粟生×金子玲介 デビュー前夜の仲間たち」 - 『文學界』2024年10月号
- 「対談 これから作家を目指すひとへ」（小川哲との対談） - 『新潮』2024年11月号
- 「町屋良平×滝口悠生×倉本さおり 文芸批評は断絶したか 小説の死後の未来」 - 『文藝』2025年春季号
- 「上田岳弘×町屋良平 デビュー前の野蛮さと自由を忘れずに」 - 『新潮』2025年8月号

## メディア出演
- タイプライターズ〜物書きの世界〜（2019年4月6日、フジテレビ） - ゲスト